# Setçe, Geyve
Setçe là một xã thuộc huyện Geyve, tỉnh Sakarya, Thổ Nhĩ Kỳ. Dân số thời điểm năm 2008 là 147 người.